# Василий Тредиаковски
Васѝлий Кирѝлович Тредиако̀вски (на руски: Василий Кириллович Тредиаковский) е руски поет, преводач и филолог.
Роден е на 5 март (22 февруари стар стил) 1703 година в Астрахан в семейството на свещеник. През 1723 – 1726 година учи в Славяно-гръко-латинската академия в Москва, а през 1727 – 1730 година в Парижкия университет. След връщането си в Русия става известен като поет и преводач и през следващите десетилетия е сред водещите руски интелектуалци, влизайки в шумни публични полемики с известни литератори като Александър Сумароков и Михаил Ломоносов. Най-трайно влияние за руската култура имат преводите му на многотомните „Древна история“ и „Римска история“ на френския историк Шарл Ролен.
Василий Тредиаковски умира на 17 август (6 август стар стил) 1768 година в Санкт Петербург.